# Cápsula (medicina)

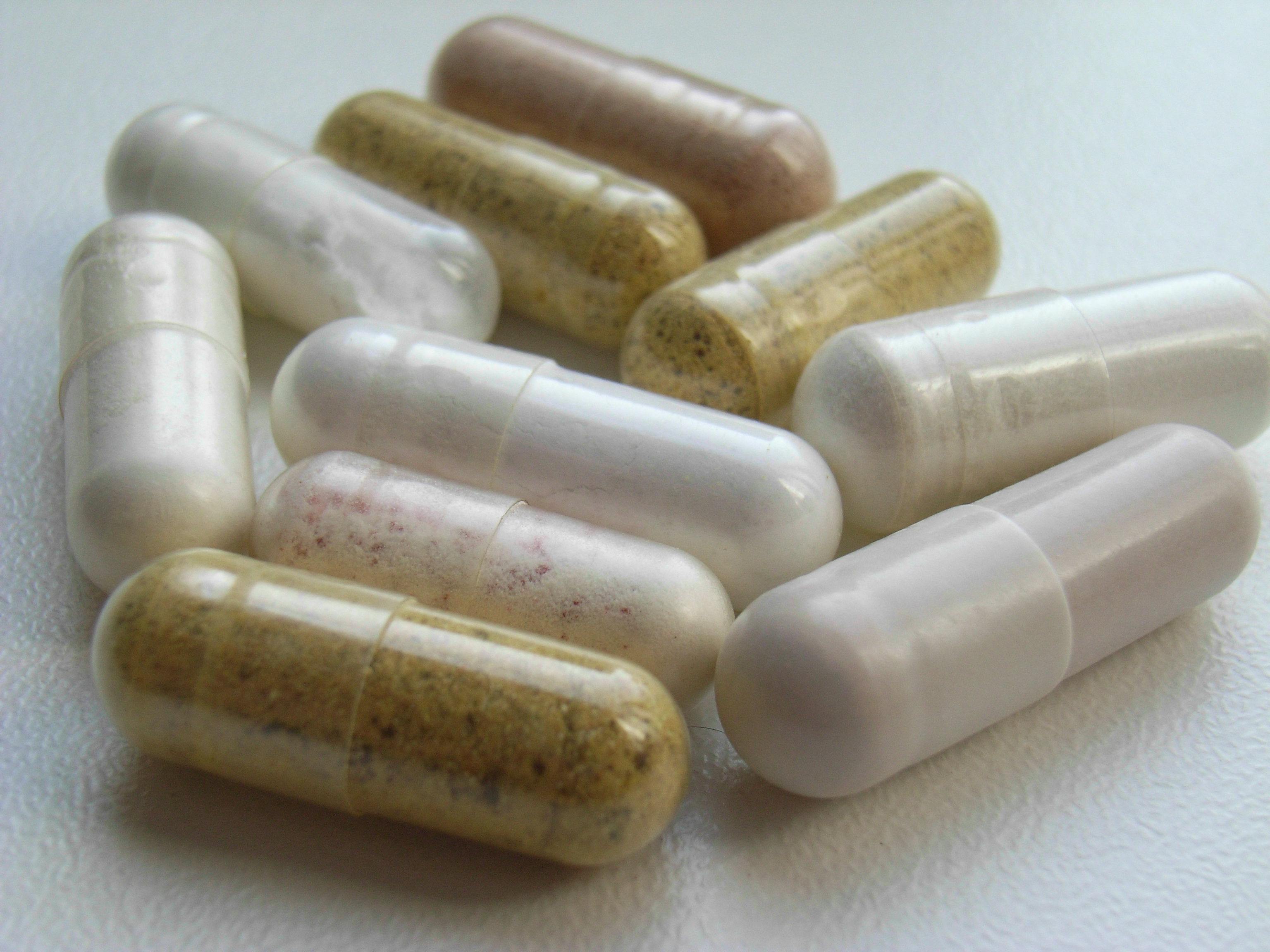
Forma farmacéutica de cápsulas.

Las cápsulas son pequeños contenedores o envases solubles generalmente fabricados a base de gelatina, en cuyo interior se halla la dosis del fármaco que se administrará por vía oral. Es la segunda forma farmacéutica más utilizada, después de los comprimidos.

## Ventajas

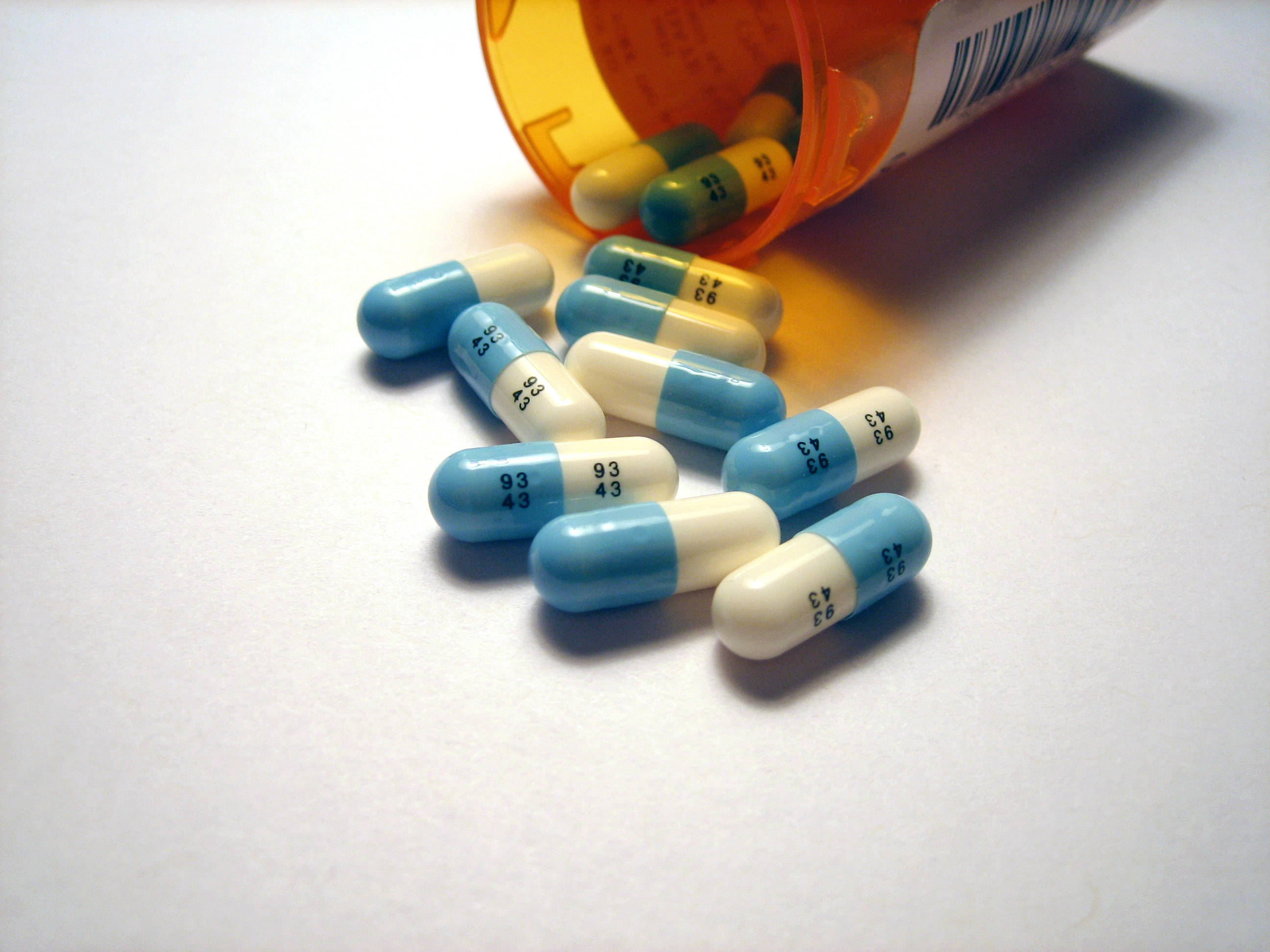
Ventajas de las cápsulas.

Las cápsulas poseen más ventajas si se comparan con los comprimidos, ya que se integran más rápidamente en presencia de los líquidos gástricos. Quizá la única desventaja sea que puede presentarse un tiempo de absorción variable.
Algunas otras de sus ventajas son:
Proteger el fármaco de los agentes externos, pero no de la humedad.
Presentan una elevada resistencia física, se potencia si se condiciona en un blíster.
Enmascara las características organolépticas (sabor) desagradables.
Las cápsulas rígidas presentan una composición y elaboración sencillas.
Con las cápsulas blandas se consigue una gran exactitud en la dosis.
Permiten sistemas de liberación controlada.
Presentan características de biodisponibilidad.

## Inconvenientes
Existen algunos inconvenientes, que son:
Un mayor coste de producción en comparación con otras formas farmacéuticas.
La necesidad de garantizar unas condiciones determinadas de temperatura y humedad.
Limitaciones en sus aplicaciones. (no se pueden fraccionar, no pueden ser utilizadas por pacientes no cooperantes,...)
Limitaciones en el contenido. ( no se pueden encapsular fármacos sólidos muy compactos, sólidos eflorescentes, higroscópicos, que reaccionen con la cubierta, que disuelvan la cubierta, que impermeabiliza la cubierta, que se pueda ir a través de ella.)

## Antecedentes
En el pasado, los farmacéuticos recibían la prescripción del médico y elegían los materiales farmacológicos para ingresarlos dentro de las cápsulas que él mismo preparaba. Hoy día, son los laboratorios farmacéuticos quienes fabrican las cápsulas en máquinas especiales automatizadas según los estándares internacionales y de acuerdo con la farmacopea vigente en cada país.[cita requerida]
El origen de las cápsulas gelatinosas se sitúa en la primera mitad del siglo XIX, su introducción se atribuye al farmacéutico francés Mothes, quien, en un intento de enmascarar el mal sabor de algunos fármacos utilizados en aquella época, preparó ampollas de gelatina rellenas con el fármaco y selladas con una gota de una solución de gelatina. En 1834, Mothes registró en París, junto con el farmacéutico Dublanc, la primera patente de cápsulas, cuyo uso se extendió rápidamente a otros países, como Alemania y Estados Unidos. A partir de entonces, y dado que la patente restringía la producción de cápsulas al propio Mothes, se realizaron numerosos intentos en la búsqueda de materiales y métodos de producción alternativos.[cita requerida]
La inclusión de glicerina en la formulación con objeto de mejorar la suavidad y elasticidad de las cápsulas, haciéndolas más fácilmente deglutibles, se debe a otro farmacéutico francés: Taetz (1873). Esta modificación llevó a la producción de cápsulas elásticas, lo que supuso un avance en la administración de algunos fármacos, como las vitaminas liposolubles. Sólo hasta 1932 Scherer perfeccionó el proceso de fabricación de estas cápsulas, incorporando el primer sistema continuo de encapsulación.[cita requerida]
Las cápsulas rígidas, tal y como se conocen actualmente, fueron introducidas por el francés Lehuby, quien en 1846 las patentó como sistema para el recubrimiento de fármacos. Al perfeccionamiento en su elaboración contribuyó el farmacéutico norteamericano Hubel, quien introdujo el uso de punzones metálicos, muy utilizados en otras áreas industriales. De estos trabajos surgieron dos nuevas formas farmacéuticas: las píldoras cubiertas de gelatina y las cápsulas duras de dos piezas. El primer proceso de fabricación a escala industrial de las cápsulas rígidas data de 1874. En 1942, la Farmacopea de Estados Unidos (USP) registró por primera vez las cápsulas como forma farmacéutica.[cita requerida]

## Descripción
La cápsula puede ser dura o blanda dependiendo de la cantidad de glicerina en la gelatina, Las cápsulas duras se utilizan para portar los fármacos en polvos, aunque en ocasiones albergan otras formas galenicas como granulados, microcapsulas o comprimidos. Las hay de tamaños diversos y se miden del número 5 al 000 (triple cero) incluso mayores en el campo de la veterinaria. Se presentan en dos mitades que deben sellarse a presión, siendo las de gelatina blanda herméticas. Las cápsulas blandas o perlas son de una sola pieza y se suelen utilizar para administrar líquidos oleosos.

## Cápsulas especiales
En ocasiones se requiere que el fármaco se absorba en el intestino, sobre todo cuando existe la posibilidad de que sea inactivado por los ácidos del estómago. En estos casos se utilizan cápsulas con capa entérica, que se elaboran tratando la gelatina con formaldehído, salicilato de fenilo o alcohol cetoestearílico. También pueden revestirse con laca.[cita requerida]

## Cápsulas de liberación prolongada
Las cápsulas de liberación prolongada son una presentación en la que las partículas del fármaco está cubierto por sustancias como resinas que controlan la liberación del medicamento por un tiempo más prolongado, lo que permite espaciar las dosis. Este procedimiento está patentado, y en las cajillas de presentación pueden identificarse por las letras LP (en inglés, SR, "Sustained Release"). También se usan polímeros para permitir al fármaco dispersarse en líquido. En 1969, Norman Leo Henderson y Louis Nasir Elowe inventaron las cápsulas de liberación prolongada, con la patente 3427378.